# Emprunt national

Affiche de propagande appelant des citoyens américains à souscrire aux obligations de guerre de l'État fédéral (représenté par l'Oncle Sam) pour financer le Victory Program pendant la Seconde Guerre mondiale.

Un emprunt national est une dette financière à long terme de l'État auprès de ses citoyens. Cet emprunt est lancé lorsque les finances publiques sont pauvres et que l'État a du mal à emprunter sur les marchés annexes comme ceux pour l'emprunt d'État.

## Acte politique
Dans certaines situations et surtout depuis l'existence des emprunts d'État, l'emprunt national est vu plus comme un acte politique que économique. Financièrement, il est plus avantageux pour un État d'émettre des obligations plutôt que de demander à ses citoyens de lui confier une partie de son épargne. Cela a un coût direct (dispositifs pour communiquer sur l'emprunt et inciter la population à participer à l'emprunt), mais également indirect par le fait qu'une partie de l'argent de l'emprunt aurait pu servir à la consommation.